# Lista de escritoras quenianas
Lista de escritoras que nasceram no Quênia, ou cujos escritos estão intimamente associados a esse país.

## A
- Carolyne Adalla, romancista, autora de Confissões de uma vítima da AIDS (1993)

## B
- Karen Blixen (1885-1962), romancista dinamarquesa, contista, ensaísta, moradora do Quênia.[1]

## G
- Moraa Gitaa (ativa desde 2008), romancista, contista
- Wangui wa Goro (1961), poeta, romancista, ensaísta, tradutora, escritora de não-ficção.[2][3]

## H
- Elspeth Huxley (1907-1997), escritora de não-ficção, poeta, jornalista, conselheira do governo

## L
- Muthoni Likimani (1926), romancista, escritora de não-ficção.[4]

## M
- Olga Marlin (1934), escritora de não-ficção nascida nos Estados Unidos
- Micere Githae Mugo (1942), dramaturga, poeta, escritora de não-ficção, educadora, ativista
- Mwana Kupona (1865), poeta suaíli

## N
- Christine Nicholls (1943), biógrafa, escritora de não-ficção
- Rebeka Njau (1932), romancista, dramaturga, educadora

## O
- Asenath Bole Odaga (1937-2014), editora e autora
- Cristina Odone (1960), jornalista, editora de jornal, romancista
- Margaret Ogola (1958-2011), romancista, biógrafa
- Grace Ogot (1930-2015), contista, romancista
- Marjorie Oludhe Macgoye (1928-2015), romancista, ensaísta, poeta
- Yvonne Adhiambo Owuor (1968), romancista

## P
- Shailja Patel (ativo desde 2000), poeta, dramaturgo

## R
- Rebecca Nandwa (ativa desde 1988), escritora infantil, escrevendo em suaíli e inglês

## S
- Daphne Sheldrick (1934), protetora da vida selvagem, escritora
- Hazel de Silva Mugot (1947), romancista

## W
- Charity Waciuma (1936), romancista
- Miriam Were (1940), especialista em saúde pública, educador, escritora de não-ficção
- Carolinda Witt (1955), especialista em ioga e escritora